# Sinclinal

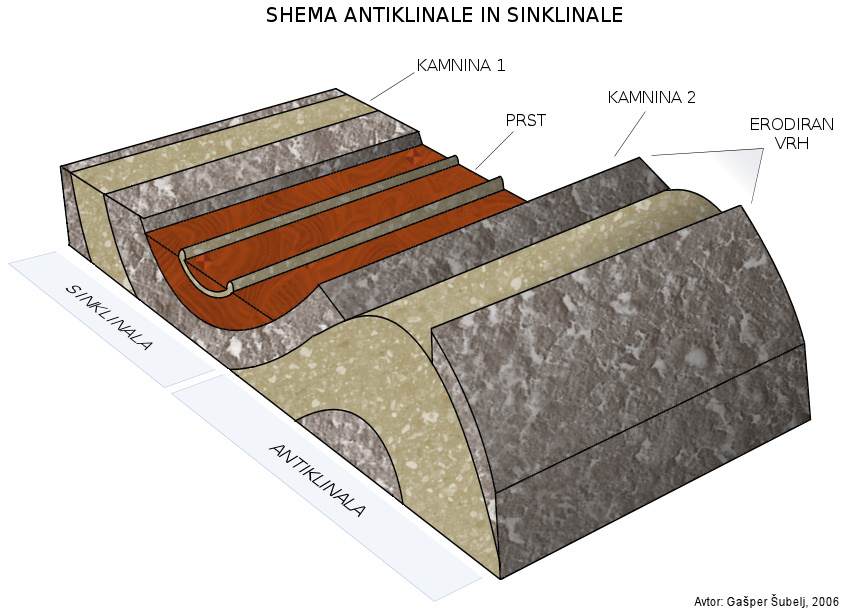
Sinclinal i anticlinal.

El sinclinal és un plec que deforma les capes d'una seqüència estratigràfica donant-li una morfologia corbada. En un sinclinal trobem les capes més joves al nucli del plec. És una estructura de deformació dúctil, i està ocasionat normalment per les forces de compressió d'un moviment tectònic.
Quan la polaritat (disposició de les capes) del plec és normal i les capes més velles estan sota les més joves, fet que es dona habitualment, es diu que és un sinclinal sinforme, o simplement sinclinal, però quan trobem la polaritat inversa (el plec ha estat capgirat) es diu que és un sinclinal antiforme, i serà fàcil confondre'l amb un anticlinal. Per a poder diferenciar-los correctament sovint cal recórrer a la inspecció del contacte entre estrats per cercar marcadors de base que ens permetin establir la seva polaritat.
Els sinclinals presenten una simetria estratigràfica, trobant les mateixes capes a banda i banda del nucli, per tant en un mapa geològic es reconeixen per una seqüència de capes de roques que es van fent progressivament més joves fins a trobar la capa més jove que defineix el centre del plec, o xarnera, i seguit de la seqüència inversa en el cantó oposat de la xarnera. L'estructura topogràfica que pot donar lloc normalment és una conca.
El fenomen invers és anomenat anticlinal.
Als Alps, concretament a Saou, hi ha un exemple espectacular de sinclinal, i al nostre país un dels exemples més coneguts és el sinclinal de Ripoll, creat al sud dels Pirineus, i paral·lel a aquests al llarg d'uns setanta quilòmetres, per la compressió degut a l'orogènia alpina dels materials eocens de la conca de l'Ebre, en el seu xoc contra la placa eurasiàtica.

## Galeria

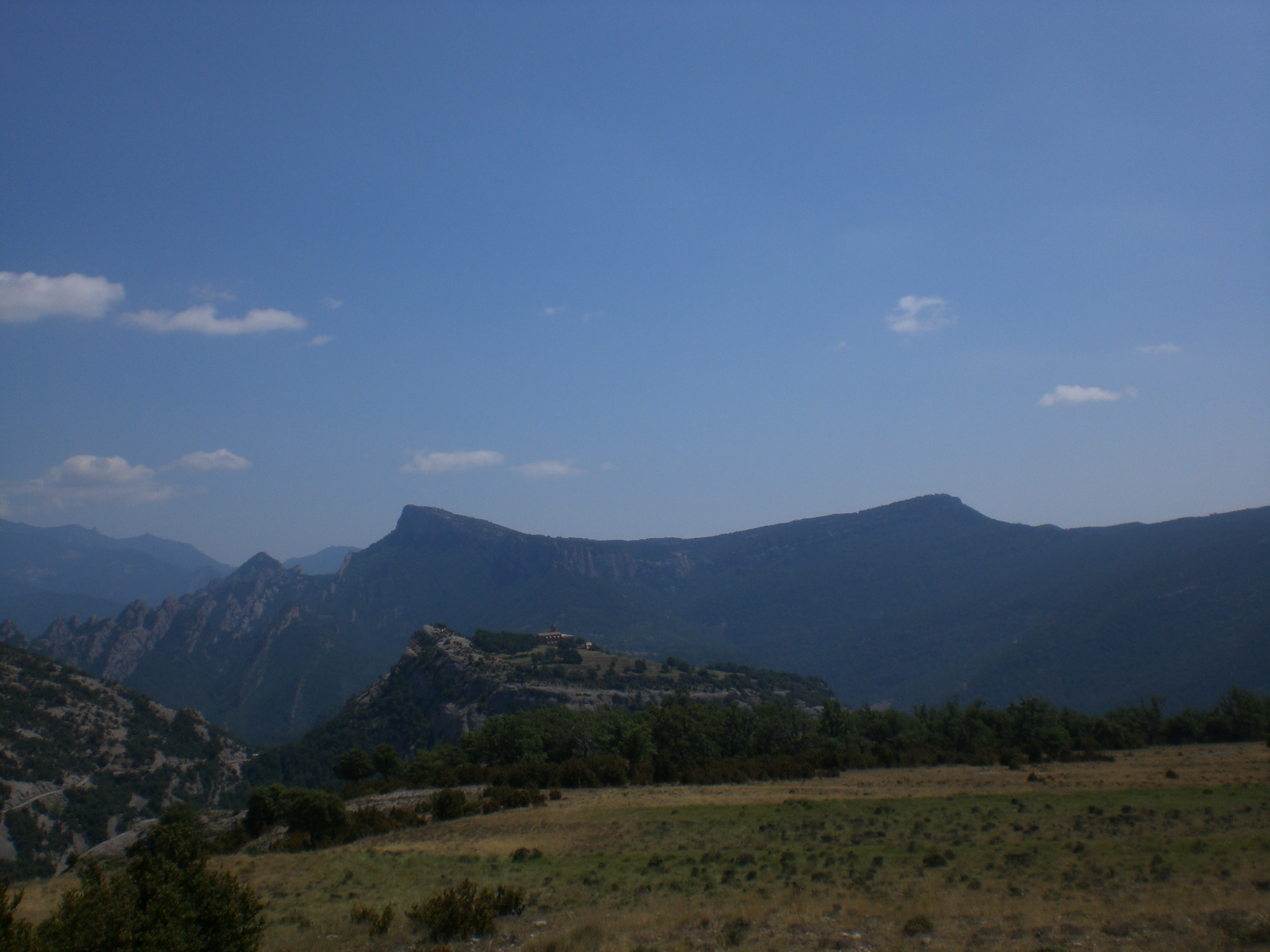
Sinclinal de la serra de Busa al Solsonès vist des del Serrat de Sòbol, Catalunya.
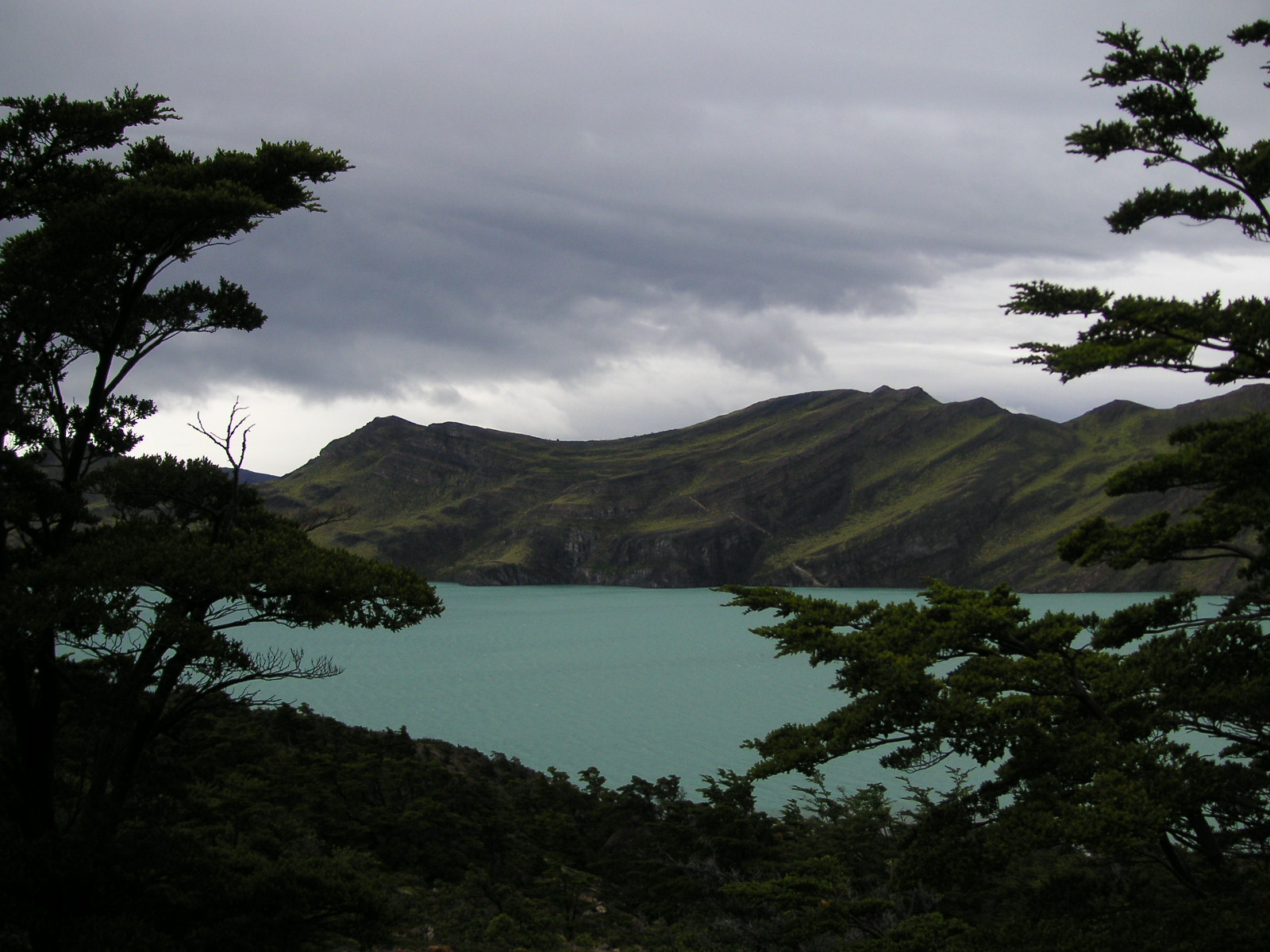
Sinclinal al Parc Nacional de Torres del Paine, Xile.
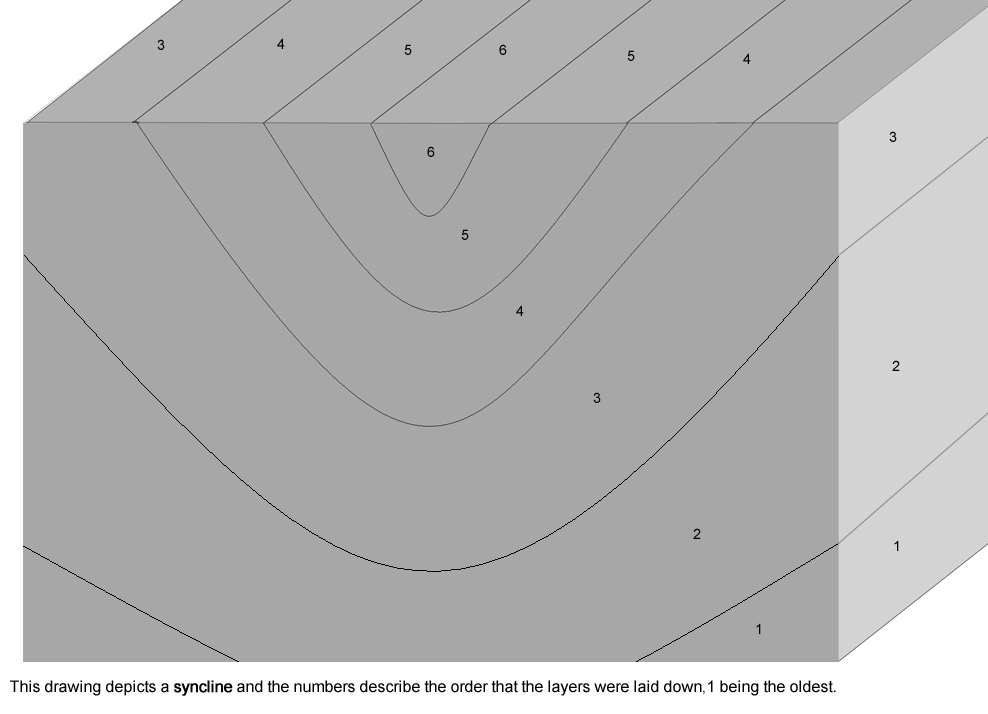
Descripció gràfica d'un sinclinal erosionat en superfície horitzontal.
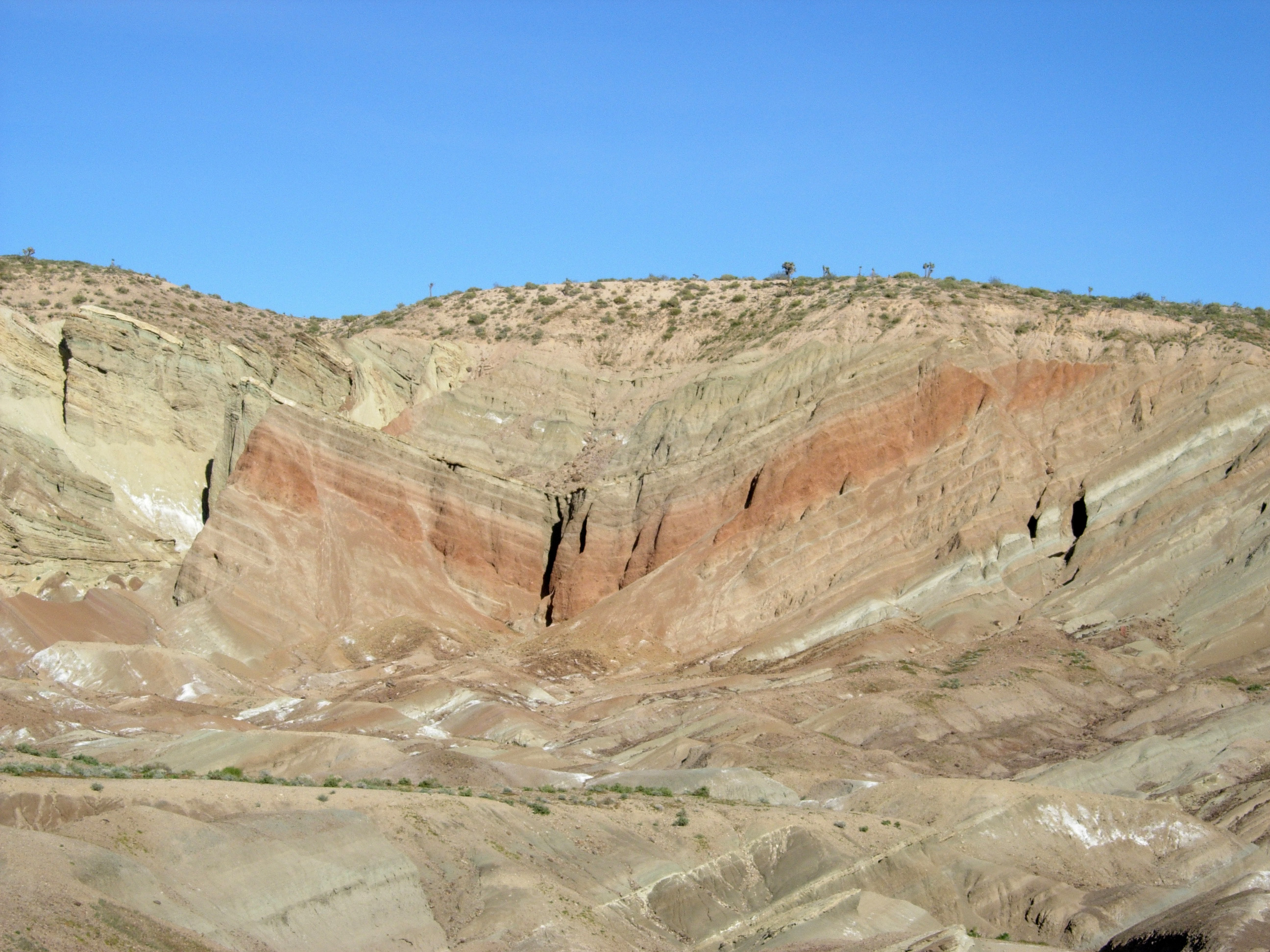
Rainbow Basin Sinclinal prop de Barstow (Califòrnia).
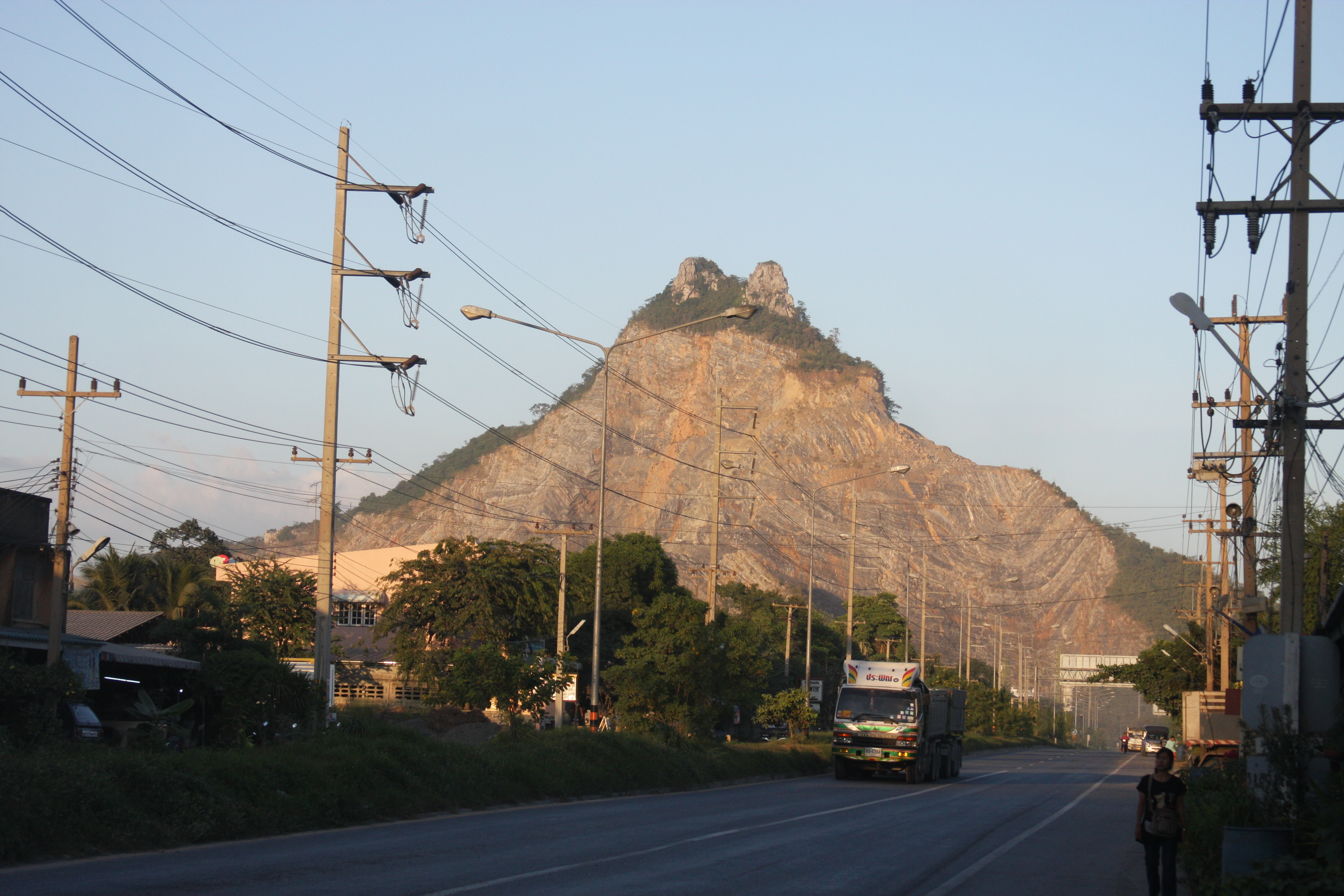
Sinclinal visible en pedrera de calcària i gres. Saraburi. 2009.
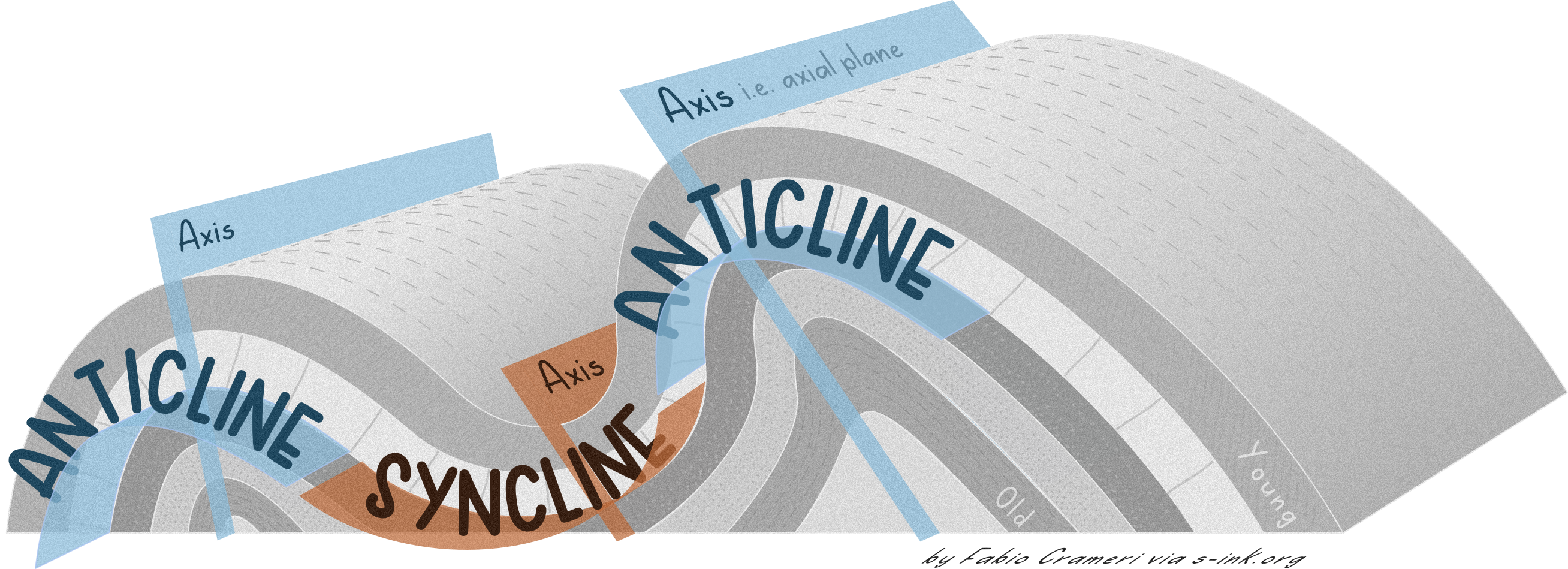
Parts importants de la geometria d'un sinclinal (color marró)